# Edgaras Pilypaitis
Edgaras Pilypaitis (* 20. Dezember 1974 in Gelgaudiškis, Rajongemeinde Šakiai) ist ein litauischer konservativer Politiker. Von 2017 bis 2023 war er Bürgermeister der Rajongemeinde Šakiai.

## Leben
1993 absolvierte Edgaras Pilypaitis die Mittelschule Gelgaudiškis bei Šakiai, von 1993 bis 1998   das Bachelorstudium der Katholischen Theologie und von 1998 bis 2000 das Masterstudium der Pastoraltheologie an der Vytauto Didžiojo universitetas in Kaunas. Ab 1996 lehrte er als Lehrer in Gelgaudiškis und ab 1999 war er Organisator sowie ab 2002 Direktor des Kulturzentrums Gelgaudiškis.
Seit 2003 ist Pilypaitis Mitglied im Rat der Gemeinde Šakiai. Dann war er  Vizebürgermeister der Gemeinde. Von Mai 2017 bis April 2023 war er Bürgermeister von Šakiai nach der Bürgermeisterwahl in Litauen 2017 und Kommunalwahlen in Litauen 2017.
Er ist Mitglied der Partei Tėvynės Sąjunga – Lietuvos krikščionys demokratai.
Zuvor  war Pilypaitis Mitglied der Lietuvos krikščionių demokratų partija.